# Юрицина Варвара Дмитрівна
Варвара Дмитрівна Юрицина (1926-2006) — сільськогосподарський діяч, Герой Соціалістичної Праці (1948).

## Біографія
Варвара Юрицина народилася 4 жовтня 1926 року в селі Знам'янка (нині — Цілинський район Ростовської області).
З 1941 року працювала на шахті № 15-16 тресту «Гуковуголь». Восени 1945 року повернулася на батьківщину.
З 1946 року Юрицина працювала ланковою колгоспу «Червоний маяк» у Знам'янці. Під її керівництвом ланка домоглася великих успіхів, в 1947 році, зібравши по 30,16 центнеров зерна з кожного із 18 гектаров.
Указом Президії Верховної Ради СРСР від 25 лютого 1948 року Варвара Юрицина удостоєна високого звання Героя Соціалістичної Праці з врученням ордена Леніна і медалі «Серп і Молот».
Померла в 2006 році.
Також нагороджена низкою медалей.